# Podróż apostolska Jana Pawła II do Wielkiej Brytanii
12 podróż apostolska Jana Pawła II odbywała się od 28 maja do 2 czerwca 1982. Papież odwiedził Wielką Brytanię, w tym Anglię, Szkocję i Walię. Była to pierwsza i jedyna podróż apostolska Jana Pawła II do tego państwa.
Wizytę ojca św. przygotowywał komitet, w składzie którego był m.in. Olgierd Stepan. Podczas pielgrzymki trzykrotną możliwość spotkania z papieżem mieli przedstawiciele władz Rzeczypospolitej Polskiej na uchodźstwie.

## Przebieg pielgrzymki

### 28 maja 1982
Msza święta odprawiona przez papieża w Katedrze Westminsterskiej. Uczestniczyli w niej Prezydent RP na uchodźstwie Edward Raczyński i premier rządu RP na uchodźstwie, Kazimierz Sabbat.

### 29 maja 1982
Przyjęcie w Pałacu Arcybiskupim, w którym na zaproszenie arcybiskupa Westminsteru, prymasa Anglii i Walii, kardynała Basila Hume'a, brali udział przedstawiciele polskich władz emigracyjnych.

### 30 maja 1982
Spotkanie z papieżem na stadionie Selhurst Park klubu piłkarskiego Crystal Palace F.C.. Brali w nim udział Prezydent RP na uchodźstwie i premier rządu RP na uchodźstwie w gronie osób kierujących polskim życiem w Wielkiej Brytanii. W homilii Ojciec Święty nawiązywał do polskiej emigracji powojennej.